# Ferula ammoniacum
Ferula ammoniacum is een soort uit de schermbloemenfamilie (Apiaceae). Het is een vaste plant die tot 2,50 meter hoog kan worden. Een gomhars wordt aangetroffen in holtes in de stengels, wortels en bladstelen.
De soort komt voor van Iran tot in Turkmenistan en westelijk Pakistan. Hij groeit daar op löss- en leembodems in woestijngebieden en op droge rotsachtige gebieden.
De plant levert een gomhars, Ammoniacum geheten. Deze komt vrij in gaten in de stengels, wat veroorzaakt wordt door kevers. Deze uitzwetende gomhars ziet er melkachtig uit. De gom wordt tot blokken geperst en vervolgens vermalen tot poeder. Inwendig wordt het gebruikt bij de behandeling van bronchitis en andere luchtwegklachten en uitwendig als pleister voor zwellingen van de gewrichten. Verder wordt de gomhars ook gebruikt in de parfumerie.